# قلعه چهکندوک
قلعه چهکندوک مربوط به دوره قاجار است و در شهرستان بیرجند، روستای چهکندوک واقع شده و این اثر در تاریخ ۱۰ مهر ۱۳۸۰ با شمارهٔ ثبت ۳۹۷۹ به‌عنوان یکی از آثار ملی ایران به ثبت رسیده است.